# کارلسکرون
کارلسکرون (به آلمانی: Karlskron) یک شهر در آلمان است که در بایرن واقع شده‌است.

## خصوصیات
کارلسکرون ۳۸٫۴۵ کیلومترمربع مساحت دارد ۳۷۰ متر بالاتر از سطح دریا واقع شده‌است.